# Halmstad HP
Halmstad Handbollspojkar (Halmstad HP) var en svensk handbollsklubb i Halmstad, bildad 2 oktober 1936. 2013 gick den ihop med HK Drott Halmstad.

## Spelare i urval
- Jörgen Abrahamsson
- Tomas "Ryssen" Eriksson
- Marcus Holmén
- Bengt "Bengan" Johansson
- Jan-Olof Jönsson
- Lars Karlsson
- Thomas Sivertsson
- Ulf "Tubbi" Sivertsson
- Albin Stenberg
- Leif "Biffen" Åsberg